# Saraca griffithiana
Saraca griffithiana är en ärtväxtart som beskrevs av David Prain. Saraca griffithiana ingår i släktet Saraca och familjen ärtväxter. Inga underarter finns listade i Catalogue of Life.